# خدمات هواشناسی ملی اروپایی
کار خدمات هواشناسی ملی اروپایی فراهم‌آوری چارچوبی برای تنظیم برنامه‌های همکاری بین اعضای آن در زمینه‌های هواشناسی، پردازش رایانه‌ای داده‌ها، و تولیدات پیش‌بینی وضع هوا است.

## اعضا

### اعضای رسمی
۳۱ کشور عضو خدمات هواشناسی ملی اروپا هستند.
| - اتریش · بلژیک · کرواسی · قبرس · جمهوری چک · دانمارک · استونی · فرانسه · مونته‌نگرو · آلمان |  | - یونان · مجارستان · ایسلند · جمهوری ایرلند · ایتالیا · لتونی · لوکزامبورگ · مالت · هلند · نروژ |  | - لهستان · پرتغال · صربستان · اسلواکی · اسپانیا · سوئد · سوئیس · مقدونیه شمالی · بریتانیا · فنلاند · اسلوونی |  |

### اعضای همکار
۴ کشور، بدون عضویت، با خدمات هواشناسی ملی اروپا همکاری می‌کنند.
| - بلغارستان · اسرائیل |  | - لیتوانی · رومانی |  |